# Бакіров Андрій Рінатович
Андр́ій Рін́атович Баќіров (3 липня 1961, місто Кизил Тувинської АР) — художній керівник Чернігівського обласного академічного українського музично-драматичного театру імені Т. Г. Шевченка. Заслужений артист України (2012).

## Біографія
Після закінчення у 1983 р. Київського державного інституту театрального мистецтва ім. І.К.Карпенка-Карого працював у Чернігівському обласному українському музично-драматичному театрі ім. Т.Г.Шевченка артистом драми.
З 1989 по 1996 рр – актором у Чернігівському обласному театрі для дітей та молоді.
У 1990 році закінчив режисерські курси при Міністерстві культури СРСР. З 1996 по 2002 р. працював режисером-постановником Чернігівського обласного музично-драматичного театру ім. Т.Г.Шевченка.

### Режисер
У двох Чернігівських театрах він здійснив постановки близько двадцяти різножанрових вистав сучасного та класичного репертуару, зокрема: «Служниці» Ж.Жене, «Дванадцята ніч» та «Сон літньої ночі» В.Шекспіра, «Наш Декамерон» Е.Радзинського, «Живи і пам’ятай» В.Распутіна, «Історія про щастя і біду…» Ф.Г.Лорки, «Три сестри» А.Чехова, «Людина і джентльмен» Едуардо де Філіппо, «Мертві душі» М.Гоголя, «Ідентифікація танго» за творами С.Мрожека, Е.Йонеско та Ф.Достоєвського та інші.

### Художній керівник
З 2010 р. Бакіров А.Р. призначений на посаду художнього керівника – головного режисера Чернігівського обласного академічного українського музично-драматичного театру ім. Т.Г.Шевченка. За цей період він здійснив постанову низки вистав, серед яких «Дуже старий сеньйор з великими крилами» А.Курейчика за мотивами оповідання Г.Маркеса, «Французька вечеря» М.Камолетті, «Безумний день, або весілля Фігаро» П.-О.Бомарше, «Наше містечко» Т.Уайлдера, моновистава «Целофанове щастя» К.Ходікян, «Каліка з острова Інішмаан» М.МакДонаха, «Комедія помилок» В.Шекспіра, «Тато в павутинні» та «Смішні Гроші» Р.Куні, «Ніч перед Різдвом» за мотивами повісті М.Гоголя, «Вій. Докудрама» Н.Ворожбит,  «Скапен» за Молєром та інші.
Багато з них стали переможцями і лауреатами престижних театрально-мистецьких конкурсів і фестивалів як в Україні, так і за її межами (Білорусь, Єгипет, Польща, Росія).

## Відзнаки
За великі творчі досягнення, значний внесок у розвиток українського національного театрального мистецтва  А.Бакірова у 2001 р. було нагороджено премією «Експеримент» Спілки театральних діячів України, у 2005 р. – срібною медаллю Академії Мистецтв України.
У листопаді 2012 р. за вагомий особистий внесок у соціально-економічний, культурно-освітній розвиток Чернігівської області, значні професійні здобутки, багаторічну сумлінну працю Бакірову А.Р. було присвоєно почесне звання «Заслужений артист України».
Творча діяльність Бакірова А.Р. неодноразово була відзначена Почесними грамотами і подяками Міністерства культури України, Чернігівської обласної державної адміністрації, Чернігівської обласної ради, Чернігівської міської ради.
За високі творчі досягнення Бакіров А.Р. у 2016 р. був нагороджений Почесною грамотою Кабінету Міністрів України, а в 2017 р. – орденом «За заслуги» ІІІ ст.
У 2018 році найпрестижнішу театральну відзнаку Міністерством культури України – щорічну Премію імені Леся Курбаса присуджено заслуженому артисту України А.Р.Бакірову за постановку вистави «Вій. Докудрама» Н.Ворожбит за мотивами повісті М.Гоголя.

## Здобутки
Велику увагу у своїй режисерській діяльності А.Бакіров приділяє створенню сценаріїв та постановці театралізованих концертних програм, присвячених відзначенню державних свят та ювілейних дат вітчизняної історії, видатних діячів української культури.
Важливим напрямом у творчій роботі Бакірова А.Р. як художнього керівника театру є організація фестивальної діяльності.
Вже декілька років поспіль Чернігівський драмтеатр є традиційним учасником таких фестивалів, як Регіональний фестиваль комедії «Золоті оплески Буковини» у Чернівцях, Всеукраїнський театральний фестиваль «Вересневі самоцвіти» у місті Кропивницький, Всеукраїнський фестиваль театрального мистецтва «В гостях у М.В. Гоголя» у Полтаві, Міжнародний фестиваль жіночої творчості імені М.К. Заньковецької у Ніжині.
Зокрема, на фестивалі комедії «Золоті оплески Буковини»-2015 перше місце у номінації «кращий режисерський задум та втілення» присуджено виставі «Комедія помилок» В. Шекспіра у постановці заслуженого артиста України Андрія Бакірова, яка на фестивалі «Мельпомена Таврії»-2016 була удостоєна Гран-прі фестивалю, а на Міжнародному фестивалі українського театру в Кракові «Схід-Захід» (Польща, 2017) нагороджена дипломом за кращу режисерську роботу.
Його вистава «Ніч перед Різдвом» за однойменною повістю М.Гоголя здобула перемогу на фестивалі комедії «Золоті оплески Буковини»-2016 (Чернівці) у номінаціях «кращий режисерський задум та втілення», «краще музичне вирішення вистави» і «краще пластичне вирішення».
На Міжнародному театральному фестивалі «Біла вежа»-2016 у Бресті (Білорусь) ця вистава стала переможцем у номінації «Кращий акторський ансамбль», а на V Міжнародному фестивалі українського театру в Кракові «Схід-Захід» (Польща, 2018) удостоєна Гран-прі фестивалю.
До 200-річчя відзначення подвигу Героїв Крут художній керівник театру Андрій Бакіров зробив сценічну версію драматургічного твору А.Покришеня «Балада про Крути».
Ця вистава здобула перемогу в номінації «За найкращу драматичну виставу» на Першому Всеукраїнському театральному фестивалі-премії «ГРА».
Значне місце у культурному житті регіону належить традиційному проведенню в Чернігові Міжнародних фестивалів «Слов'янські театральні зустрічі».
В ювілейному XXV Міжнародному фестивалі «Слов'янські театральні зустрічі» у жовтні 2017 р. взяли участь 10 театральних колективів з України, Білорусі, Польщі. Упродовж 2016-2018 рр. за ініціативою художнього керівника театру Бакірова А.Р. на базі театру відбувався Міжнародний театральний фестиваль моновистав «Чернігівське відлуння», участь в якому взяли театри Білорусі, Вірменії, Німеччини, Польщі, Румунії, США та інш.

## Цитати

### Про театр
| Ліві лапки | Театр – це особлива енергія. Це особливе диво! Ну, дійсно, гинуть герої, відбуваються катастрофи, чи навпаки – ми стаємо свідками прекрасного кохання!... Але, реально, нічого цього не існує?! Є – Театр! Актори. Це значною мірою «великий обман»! І люди хочуть бачити цей «обман» і входити в іншу реальність. Але! Коли «великий обман» творчості перетворюється на блазнювання і шахрайство, то глядач це відразу відчуває. Відчуває і нам не вірить! Сидить у глядацькій залі і дивиться на людей на сцені, які щось там роблять, але його – глядача – це залишає байдужим. Таке «шахрайство» часто можна побачити у серіалах. Думаєш: про що вони говорять? навіщо це? Воно наповнено випадковістю, а в мистецтві нічого випадкового не може бути, навіть дрібниць. | Праві лапки |

### Від актора до режисера
| Ліві лапки | Щодо вибору акторської професії у мене ніколи питань не виникало, бо народився у сім’ї акторів. Змалку був на сцені, навіть дівчат грав. З достатньо відомими акторами у дитинстві виходив на сцену. Закінчив акторський факультет, працював актором певний час у Чернігівському обласному (тоді ще не академічному театрі ім.Шевченка), потім – у створеному Чернігівському Молодіжному театрі. А далі – спробував себе в якості режисера, і так цим захворів, що повністю зникло бажання виходити на сцену актором. Так буває. Я знаю значну кількість режисерів, які грають у власних виставах, але це не для мене. Був випадок, коли склалися надзвичайні обставини і я мав вийти на сцену замість хворого актора, але вже за п’ять хвилин думав – хто це поставив? Стільки сил треба мати! І ніяк не міг позбутися під час дії свого погляду на акторів як режисер, а не як партнер по виставі. | Праві лапки |